# Fer Servadou

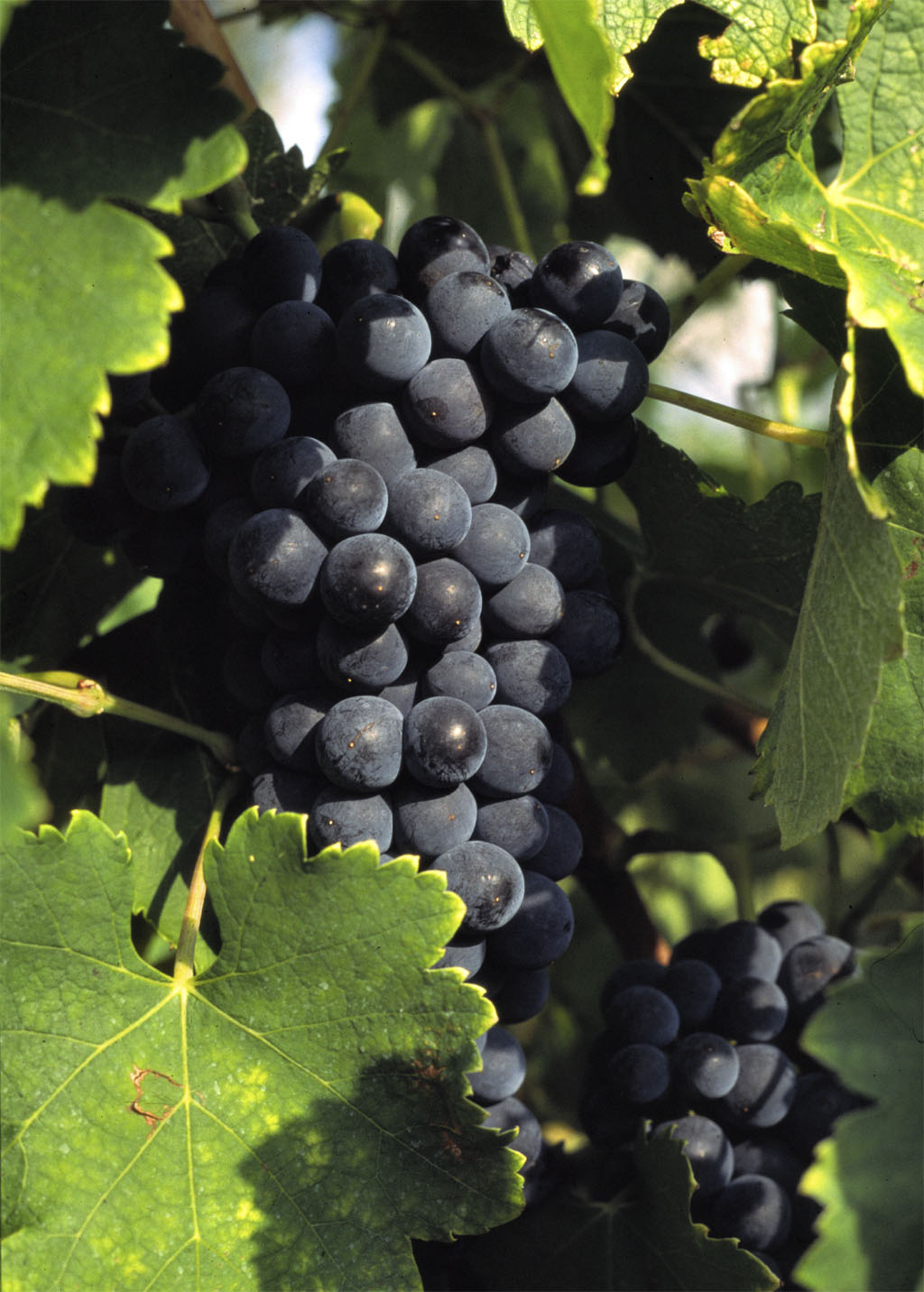
Fer Servadou

Fer of Fer Servadou, betekent, vertaald uit het patois, zoveel als dat wat goed conserveert. Het is een cépage oftewel wijnvoet die een druivensoort voor rode wijn en rosé produceert. De soort wordt meestal gebruikt om met zijn zachte subtiele smaak van donkerrood fruit de tanninerijke Tannat-druif te verzachten. De soort wordt ook wel Pinenc genoemd.
Fer wordt onder andere gebruikt in de Appellation d'origine contrôlée, van het zuidwesten van Frankrijk, zoals in de wijngebieden Gaillac, Côtes de Saint-Mont, Madiran en Côtes de Gascogne en als monocépage in de herkomstbenaming Marcillac. 